# فريدريك فونغ
فريدريك فونغ (بالصينية: 馮檢基) (و. 1953 – م) هو سياسي، وأخصائي اجتماعي، ولد في هونغ كونغ.

## مناصب
تولى منصب member of the Legislative Council (1 أكتوبر 2012–30 سبتمبر 2016)، وmember of the Legislative Council (1 أكتوبر 2000–30 سبتمبر 2012).

## التعليم
تعلم في جامعة برادفورد، في تخصص السياسية الإجتماعية وإدارة عامة (1979–1982)، وجامعة هونغ كونغ، في تخصص علوم اجتماعية (1974–1975)، وShau Kei Wan Government Secondary School ‏ (1966–1974).

## جوائز
حصل على جوائز منها:
- Silver Bauhinia Star [الإنجليزية]‏.